# Odontomyia limbifacies
Odontomyia limbifacies är en tvåvingeart som beskrevs av Jacques-Marie-Frangile Bigot 1859. Odontomyia limbifacies ingår i släktet Odontomyia och familjen vapenflugor. Inga underarter finns listade i Catalogue of Life.